# 선더 포스 V
선더 포스 V(サンダーフォース V)는 선더 포스 시리즈의 다섯번째 작품이다.

## 개요
1997년 7월 11일에 세가 새턴으로 발매되었고, 이듬해인 1998년 5월 21일에 내용을 보강하여 선더포스 5 퍼펙트 시스템의 제목으로 플레이스테이션으로 이식 발매되었다. 새턴판은 1998년 9월 17일에, 플레이스테이션판은 1999년 8월 5일에 각각 염가판이 재발매되었다.
최초에는 메가CD로 개발이 시작되었으나 다음 세대의 기기로 이행이 됨에 따라 새턴으로 플랫폼을 변경하게 되어 개발에 4년이 넘는 장기간이 소요되었다. 시대의 흐름에 발맞춰 전면적인 3차원 그래픽을 도입한 본작은 화려한 연출이 곳곳에 등장하고 있다. 슈팅이라는 사양기의 장르임에도 불구하고 새턴 게임 전문지인 세가새턴매거진의, 독자들의 투표에 의한 순위인 독자 레이스에서 6주 연속으로 1등을 차지한 실적은 나중에 퍼팩트시스템에서 대대적인 선전거리가 되었다(슈팅으로 1위를 차지한 게임은 이 외에 창궁홍련대와 레이어 섹션(레이포스)의 2작뿐이다).

## 시스템
전체적인 시스템은 IV를 답습하고 있다. 새로이 채용된 시스템으로는 클로의 내구력을 써서 사용중인 무기의 파워업에 해당하는 강력한 공격을 할 수 있는 오버웨폰 시스템과, 적을 재빠르게 격추시키는 것으로 최대 16배까지 획득점수를 높일 수 있는 하이템포 보너스, 그리고 적기, 적탄, 장애물을 아슬아슬하게 회피하는 것으로 점수를 획득할 수 있는 스크래치 보너스 등이다. 이러한 신 시스템은 상쾌감과 긴장감을 고조시킴과 동시에 '적탄을 아슬아슬하게 피하면서 오버웨폰으로 적기를 재빨리 격추시켜 하이템포 보너스로 고득점을 노린다'는 플레이 스타일을 일반화시켰다. 또한 지형에 판정이 있는 경우가 현저히 줄어든 것도 큰 변경점이다. 그러한 관계로 전작들에 비해 지형을 활용한 연출도 많이 줄었고, 대지 무기(IIMD의 사이드 블래스터, III의 파이어, IV의 스네이크)의 효용성도 사라져 대지 무기 자체가 폐지되었다. 지형이 단순화된 대신에 적의 종류나 공격 패턴을 다양화시키고 배경 그래픽의 연출에 주력함으로써 단조롭지 않도록 배려되고 있다.
난이도는 KIDS, NORMAL, HARD, MASTER의 4단계로, MASTER는 HARD를 굿 엔딩으로 클리어 해야 선택이 가능해진다. 엔딩은 난이도에 따라 엔딩 BGM이 다른 정도였던 IV에서 한 단계 발전하여 엔딩 자체가 멀티 엔딩이 되었다. 최종 보스를 하이 템포 보너스 기한 내로 격추시키면 굿 엔딩이, 그렇지 못하면 배드 엔딩으로 종결된다. 컨티뉴는 횟수가 정해져 있거나, 또는 정해진 횟수 중에서 설정할 수 있던 전작들과 달리 가동시간이 3시간 지날 때마다 1회씩이 추가되어 그 범위 내에서 자유로이 설정 가능하다. 또, 굿 엔딩으로 클리어(난이도는 무관)하면 무한 컨티뉴가 가능해진다.
한편, 이 시기의 슈팅 게임 전반에 보이는 난이도의 인플레이션은 본작에도 마찬가지로 나타나, II와 맞먹게 어려워졌다. 다만 무기 중 프리 레인지는 동 계통의 무기인 IIMD의 노바, IV의 프리 웨이가 사용하기 상당히 불편했던 것에 대한 반동인지 사용하기도 편하고 위력도 강력하여 대부분의 적을 프리 레인지 하나로 일소하는 것도 가능하다. 그에 따라 이러한 무기 성능에 대해서 의문을 가진 플레이어도 있어 이 무기를 사용하지 않고 플레이하기도 한다. 그러나 이 무기로 인해 난이도가 내려가는 효과도 있어, 일장일단이 있다고 볼 수 있다.
본작은 겉보기가 크게 변화하였지만, 전작의 연출이나 음악 등을 재활용함으로써 종래의 시리즈와의 연관의 강화를 꾀하고 있다.

## 기종간의 차이점
플레이스테이션으로 발매된 퍼팩트 시스템은 이하의 점이 변경되었다.
- 오프닝 동영상의 변경
- 5스테이지와 6스테이지 사이에 동영상 추가 삽입
- 엔딩에서의 연출 변경
- 컨트롤러의 진동 기능 대응
- 그래픽 깨짐의 개선
- 타임 어택 모드의 추가(랭킹 표시에도 타임어택 모드가 추가)
- 플레이어 기체 추가
- 득점의 최대 자릿수 증가
- 설정 자료 등을 볼 수 있는 '디지털 뷰어 모드'의 추가(여기서 볼 수 있는 내용의 일부는 SS판에도 수록되어 있어, PC 등에서 직접 파일을 억세스하여 볼 수 있다)
- Reffi의 버전이 1.02에서 1.03으로 버전업(디지털 뷰어는 1.04)
- 각 스테이지의 배경 연출이 생략 또는 변경
- 웨이브를 반투명 기능을 활용하여 구현

퍼팩트시스템은 많은 추가 요소가 있으나 기기의 성능차로 인하여 음질이 떨어지거나 일부 그래픽이 생략되는 등, 본편의 내용에 있어서는 새턴판에 비해 떨어지는 부분도 있다.

## 스토리
명왕성 바깥쪽 카이퍼 벨트에서 발견된 물체는 현생 인류의 수준을 넘는 훨씬 높은 수준의 기술로 만들어진 전투기였다. 인류는 그것을 바스틸이라고 이름 붙이고, 그 기술을 활용한 각종 기기로 기술을 개발하는 무인의 대형 인공섬 바벨을 건설하여 그 관리를 인공지능 가디언에 맡긴다. 이후 서력 2150년, 가디언은 인류로부터의 독립을 선언하고 전 지구권에 선전포고한다. 열세에 빠진 인류는 바스틸을 복제한 유인 전투기, RVR-01 GAUNTLET를 개발한다. 그리고 바벨과 가디언의 파괴를 위해서 결성된 특수전투기부대 선더포스에 의한 작전이 개시되었다.

## 기체/캐릭터
- RVR-01 GAUNTLET : 바스틸의 설계를 모방하는 형태로 개발된 초고기동소형전투기. RVR은 Refined Vasteel Replica의 약자. 도색은 청색.
- RVR-02 VAMBRACE : 현 인류가 가진 기술과 바스틸의 기술을 융합시켜서 설계개발된 기체. 양산시키기에 어려운 구조였기 때문에 실전 투입은 미뤄지고 있었다. 5스테이지 초반에서 RVR-01에 지원 강화 유닛 BRIGANDINE이 합체하면서 이 기체로 변화한다.
- RVR-02B BRIGANDINE : VAMBRACE에 지원 강화 유닛인 BRIGANDINE이 합체한 것으로 중력권의 돌파와 오버웨폰의 상시적 사용 등이 가능해진다.
- RVR-01E : 퍼팩트 시스템에서 추가된 기체. 양산형 모델인 탓에 공격력은 낮지만, 획득 점수가 늘어난다. 도색은 녹색.
- RVR-01HiS : 퍼팩트 시스템에서 추가된 기체. 기동성을 중시한 모델로, 이동 속도가 빠른 대신에 클로의 회복 속도가 느리다. 도색은 적색.
- RVR-01Ex : 퍼팩트 시스템에서 추가된 기체. 양산성을 희생시켜 기체성능을 높인 모델. 공격력은 강하나 클로를 2개밖에 장비하지 못하고, 이동 속도도 느린 편이다. 도색은 흑색.
- Vasteel : 카이퍼 벨트에서 발견된 물체. 그 실체는 전작 IV의 플레이어 기체 RYNEX이다.
- 세네스·CTN·크로포드 : 특수전투기부대 선더포스의 대장. 1회 사망한 뒤, 클로닝을 통해 부활. 미들 네임인 CTN은 그러한 사람을 표시한다.

## 무기/아이템
- 기본무기(건트렛) : 트윈 샷, 백 샷
- 기본무기(뱀브레이스) : 블레이드, 레일건
- 무기 : 기본무기 + 웨이브, 프리레인지, 헌터
- 기타 아이템 :

1. 클로 : II와 마찬가지로 한 번에 한 개씩 장비되는 것으로 변경되었으며, 최대 3개까지 장비 가능하다. CLAW라는 외장을 가진 옵션이었던 전작들과 달리 CRAW(Constituted Ray Art Weapon-Unit)라는 실체를 가지지 않은 옵션으로 바뀌면서 내구력이 설정되었다. 오버 웨폰을 사용함에 따라 청>녹>적의 순으로 변화하며, 적색인 상태에서 피탄되면 소실된다. 또, 본작에서는 격추되더라도 클로가 사라지지 않고 그 자리에서 흩어지므로 회수하는 것이 가능하다. 이러한 시스템은 한 해 전에 나온 사라만다 2의 영향을 받은 것으로 추측된다.
2. 실드 : 3회까지의 피탄 또는 충돌에 견뎌내는 방어막.

## 음악
음악은 II와 III의 작곡을 맡았던 오타니 도모미(大谷智巳, TMO)에 쓰쿠모 햐쿠타로(九十九百太郞)가 가세한 두 사람이, 효과음은 히로세 유이치(廣瀬祐一, TEK TEK)가 맡았다. IV까지 효과음, 사운드 프로그래밍을 맡았던 아라이 나오스케(新井直介, Yunker Matai)는 디렉터가 되어 제작 전반을 지휘.
| 곡명                      | 사용된 곳                    | 작곡        |
| Beginning Of War          | 오프닝                       | (자료 부족) |
| Attack Point              | 스테이지 선택                | 〃          |
| Legendary Wings           | 1스테이지                    | 〃          |
| Deep Purple               | 1스테이지 보스               | 〃          |
| Beast Jungle              | 2스테이지                    | 〃          |
| Iron Maiden               | 2스테이지 보스               | 〃          |
| Rising Blue Lightning     | 3스테이지                    | 〃          |
| Ａ３                      | 3스테이지 보스               | 〃          |
| Cyber Cave                | 4스테이지                    | 〃          |
| Guardian's Knight         | 4스테이지 보스               | 〃          |
| Steel Of destiny          | 5스테이지                    | 〃          |
| Duel Of Top               | 5스테이지 보스               | 〃          |
| Electric Mind             | 6스테이지                    | 〃          |
| Fatherless Baby           | 6스테이지 보스               | 〃          |
| The Justice Ray Part ２   | 7스테이지 보스               | 〃          |
| Please Seal It Up !       | 엔딩(BAD)                    | 〃          |
| Return To Blue Sky        | 스탭롤                       | 〃          |
| Last Letter               | 엔딩(GOOD)                   | 〃          |
| Dead End                  | 게임 오버                    | 〃          |
| Tan・Tan・Ta・Ta・Ta・Tan | 랭킹(2위~)                   | 〃          |
| Record Of Fight           | 랭킹(1위)                    | 〃          |
| Count Down To Die         | 컨티뉴                       | 〃          |
| An Encounter              | 퍼팩트 시스템 추가곡(오프닝) | 〃          |
| Attack Point 2            | 퍼팩트 시스템 추가곡         | 〃          |
| Memories of war           | 퍼팩트 시스템 추가곡         | 〃          |

앞서 언급했다시피 본작의 음악의 특징으로 전작들의 음악을 오마주한 곡의 비중이 높다는 것을 들 수 있다. 전작의 곡들을 오마주한 곡들은 아래와 같다.
- Legendary Wings(1스테이지) : 「III」의 1스테이지 BGM Back to the fire의 테마부를 곡의 종반에 삽입
- Attack Point 2(퍼팩트 시스템 추가곡) : 「II」의 1스테이지 BGM Knights of legend를 편곡 사용
- Duel of Top(5스테이지 보스) : 「IV」의 오프닝 BGM Lightning strikes again의 테마부 반복
- Record of Fight(랭킹(1위)) : 「III」의 7스테이지 BGM Hunger made them desperate의 테마부 반복
- Tan. tan. ta. ta. ta. tan(랭킹(2위~)) : 「II」에서는 시작시, 「IV」에서는 옵션 화면의 BGM으로, 거의 그대로 사용
- Dead End(게임 오버) : 「III」와 「IV」에서도 게임 오버 BGM으로, 거의 그대로 사용

## 평가
| 평가 |                           |
| --- | ------------------------- |
| 통합 점수 통합사 점수 게임랭킹스 74.25% [ 3 ] 메타크리틱 70% [ 4 ] 평론 점수 평론사 점수 EGM 7.5/10 패미츠 28/40 (SAT) [ 5 ] 31/40(PS1) [ 6 ] 게임 인포머 65% 게임스팟 8.0/10 (SAT) [ 7 ] 8.2/10 (PS1) [ 8 ] IGN 85% 넥스트 제네레이션 [ 9 ] OPM (US) 60% PSM 70% Acao Games 9.5 (PS1) [ 10 ] 9.0 (SAT) [ 10 ] |                           |
| 통합 점수 |                           |
| 통합사 | 점수                      |
| 게임랭킹스 | 74.25%                    |
| 메타크리틱 | 70%                       |
| 평론 점수 |                           |
| 평론사 | 점수                      |
| EGM | 7.5/10                    |
| 패미츠 | 28/40 (SAT) 31/40(PS1)    |
| 게임 인포머 | 65%                       |
| 게임스팟 | 8.0/10 (SAT) 8.2/10 (PS1) |
| IGN | 85%                       |
| 넥스트 제네레이션 | [ 9 ]                     |
| OPM (US) | 60%                       |
| PSM | 70%                       |
| Acao Games | 9.5 (PS1) 9.0 (SAT)       |